# Ali Al-Habsi
Ali Al-Habsi, de son nom complet  Ali Ben Abdullah Ben Harib Al-Habsi (arabe : علي بن عبد الله بن حارب الحبسي), est un ancien footballeur omanais, né le 30 décembre 1981 à Mascate.

## Biographie

### Carrière en club

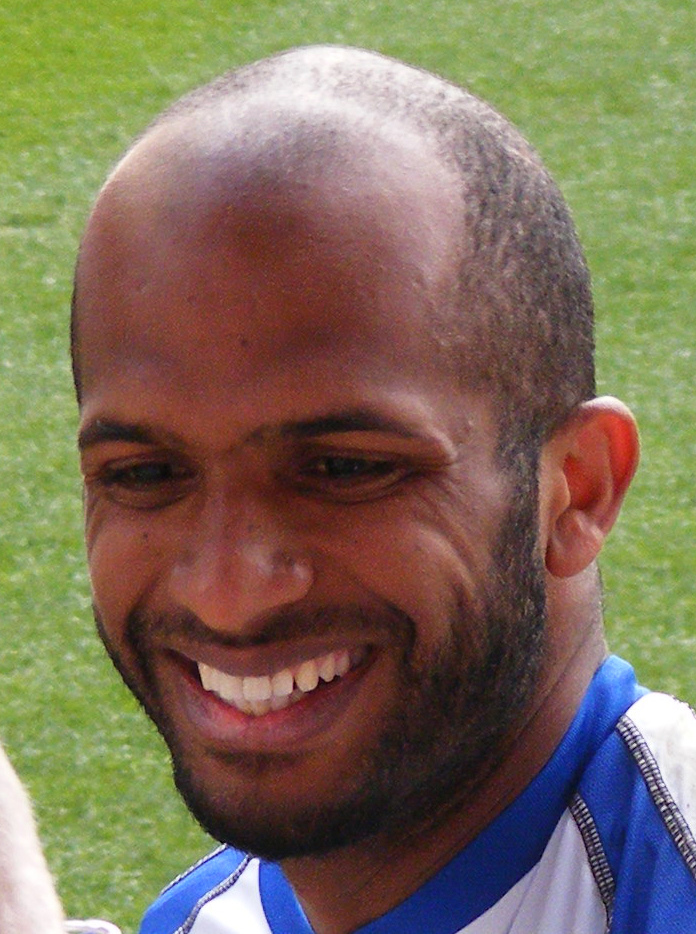
Ali Al-Habsi s'entraînant avec Wigan Athletic en 2011.

Al-Habsi a commencé sa carrière footballistique à l'âge de 17 ans comme gardien de but au club omanais d'Al-Mudhaibi. Il a ensuite joué trois saisons en Norvège avec le FC Lyn Oslo parmi lesquelles il a accumulé les belles performances, qui lui ont valu d'être élu Meilleur gardien arabe et Meilleur gardien de Norvège en 2004.
Transféré à Bolton en janvier 2006, il lui faudra attendre septembre 2007 et une rencontre face à Fulham en Carling Cup (victoire de Bolton 2-1), pour faire ses débuts avec son nouveau club.
Remplaçant l'excellent Jussi Jääskeläinen, il tint parfaitement son rôle contre le Bayern Munich lors de la Coupe UEFA 2007-2008 et il sauva son équipe à de nombreuses reprises des assauts des Bavarois. Jääskeläinen blessé au dos jusqu'à la fin de la saison, il fait donc ses débuts en Premier League contre Wigan le 16 mars 2008 (défaite 0-1). Le joueur qui n'avait plus joué un Championnat depuis octobre 2005, sa mission étant de maintenir Bolton au sein de l'élite anglaise, étant donné que le club était à l'époque relégable. Puis à la fin de la saison 2009-2010, il quitte Bolton pour Wigan en prêt ou il joue notamment ses débuts en Premier league (Championnat de 1re division anglaise). L'année suivante, il y est transféré pour quatre saisons, et est élu meilleur joueur de son nouveau club en 2011.
Le 14 juillet 2015, il rejoint Reading.
Le 17 juillet 2017, il rejoint Al-Hilal.
Le 29 août 2019, il rejoint West Bromwich Albion sur un transfert gratuit, signant un contrat jusqu'à la fin de la saison avec le club des West Midlands. Al-Habsi a été libéré par le club en juin 2020 sans avoir fait une apparition pour le club. Le manager de West Brom, Slaven Bilić, a déclaré qu'il avait souhaité prolonger le contrat d'Al-Habsi jusqu'à la fin de la saison 2019-20, qui a été retardée, mais cette démarche n'a pas été poursuivie car il était retourné dans son pays natal, Oman, et aurait dû entreprendre une période de quarantaine de deux semaines avant de réintégrer l'équipe.
Le 21 août 2020, Al-Habsi a annoncé sa retraite,.

### Carrière en sélection
Avec Oman, il participe à 3 Coupes d'Asie des nations (2004, 2007 et 2015), mais ne peut prendre part à celle de 2019 en raison d'une blessure. Il a également remporté avec la sélection la Coupe du Golfe 2009 et celle de 2017.
Le 5 janvier 2020, Al-Habsi met un terme à sa carrière internationale.

### Vie privée
Al-Habsi est musulman pratiquant et affirme que sa foi joue un rôle important dans sa vie. Il est également marié et a trois filles.
Après avoir terminé ses études secondaires, il a été pompier à l'aéroport international de Mascate,. Dans une interview accordée à Al-Jazeera Sports, Al-Habsi a déclaré que sa profession précédente lui avait appris la patience, le travail et le patriotisme,. Dans une autre interview accordée à l'AMF, il a déclaré que s'il n'avait pas joué au football professionnel, il aurait très probablement continué à être pompier,.
Al-Habsi est le cofondateur de Safety First, une organisation de sécurité routière à but non lucratif d'Oman qui cherche à réduire le nombre de décès dus aux accidents de voiture dans le pays.

## Palmarès
- Vainqueur de la Coupe d'Oman : 2002
- Vainqueur de la FA Cup : 2013
- Finaliste de la Coupe de Norvège : 2004
- Meilleur gardien de but en Championnat de Norvège en 2004.